# فيكتور دياز سواريز
فيكتور دياز سواريز (بالإسبانية: Víctor Díaz Suárez)‏ (29 مارس 1991 في إسبانيا - ) هو لاعب كرة قدم إسباني في مركز جناح ‏. لعب مع ديبورتيفو فابريل.

## وصلات خارجية
- فيكتور دياز سواريز على موقع قاعدة بيانات كرة القدم.إي يو (الإنجليزية)
- فيكتور دياز سواريز على موقع Soccerway.com (الإنجليزية)
- فيكتور دياز سواريز على موقع AS.com (الإسبانية)